# Пит Ях
Пит Ях (на руски: Пыть-Ях) е град в Русия, разположен в Ханти-Мансийски автономен окръг - Югра, Тюменска област, Уралски федерален окръг. Населението на града към 1 януари 2018 година е 40 294 души.

## История
Селището е основано през 1968 година, през 1990 година получава статут на град.